# Kingswood
Kingswood – miasto w Wielkiej Brytanii, w Anglii w hrabstwie Gloucestershire, w dystrykcie (unitary authority) South Gloucestershire. Położone jest na obrzeżach Bristolu przy drodze krajowej A 420. Kingswood jest 131 miastem Wielkiej Brytanii pod względem liczby ludności. Choć de facto miasto jest przedmieściem Bristolu, de iure jednak jest osobnym organizmem miejskim. W 2001 roku miasto liczyło 62 679 mieszkańców.

## Historia
W XVIII w. niewielki ośrodek górnictwa węglowego. W XIX w. swoje kazania wygłaszał tu George Whitefield, wypędzony z kościołów Bristolu, toteż miasto uznaje się za jedną z kolebek metodystów. W tym mieście rozpoczynała działalność przemysłową słynna firma Douglas, produkująca  motocykle (pierwszy model – 1910).